# Женидба носача Самуела (ТВ филм)
„Женидба носача Самуела” је југословенски ТВ филм из 1973. године. Режирао га је Борислав Глигоровић а сценарио су написали Филип Давид и Исак Самоковлија.

## Улоге
| Глумац                 | Улога                   |
| ---------------------- | ----------------------- |
| Милутин Бутковић       |                         |
| Богдан Јакуш           |                         |
| Ђорђе Јелисић          |                         |
| Ђорђе Пура             |                         |
| Уснија Реџепова        |                         |
| Јелисавета Сека Саблић | (као Јелисавета Саблић) |
| Рамиз Секић            |                         |
| Еуген Вербер           |                         |
| Михајло Викторовић     |                         |